# Distrito electoral de Du Quoin n.º 11
Du Quoin No. 11 (en inglés: Du Quoin No. 11 Precinct) es un distrito electoral ubicado en el condado de Perry en el estado estadounidense de Illinois. En el Censo de 2010 tenía una población de 604 habitantes y una densidad poblacional de 1.227,4 personas por km².

## Geografía
Du Quoin n.º 11 se encuentra ubicado en las coordenadas 38°0′52″N 89°14′8″O / 38.01444, -89.23556. Según la Oficina del Censo de los Estados Unidos, Du Quoin n.º 11 tiene una superficie total de 0.49 km², de la cual 0.49 km² corresponden a tierra firme y (0%) 0 km² es agua.

## Demografía
Según el censo de 2010, había 604 personas residiendo en Du Quoin n.º 11. La densidad de población era de 1.227,4 hab./km². De los 604 habitantes, Du Quoin n.º 11 estaba compuesto por el 89.4% blancos, el 6.29% eran afroamericanos, el 0% eran amerindios, el 0.17% eran asiáticos, el 0.33% eran isleños del Pacífico, el 0% eran de otras razas y el 3.81% pertenecían a dos o más razas. Del total de la población el 2.81% eran hispanos o latinos de cualquier raza.